# Haus Terrassenufer 5 (Dresden)

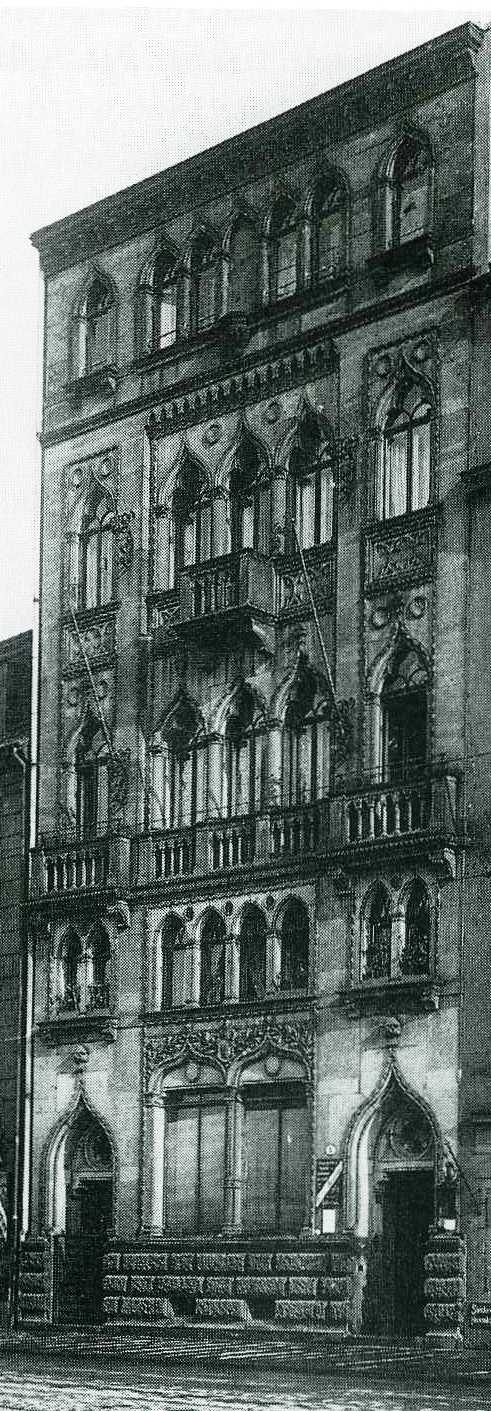
Haus Terrassenufer 5

Das Haus Terrassenufer 5 war ein Wohnhaus in Dresden, das um 1880 gebaut und 1945 zerstört wurde. Stilistisch war die Architektur gotisierend an Vorbilder venezianischer Stadtpaläste angelehnt.
Der Architekt griff anscheinend die Architektur des Venezianischen Hauses (Terrassenufer 3) auf und reihte sich damit stilistisch in die Prachtstraße am Terrassenufer ein. Bereits unter August dem Starken wurde begonnen, Prachtbauten an der Elbe nach dem Vorbild des Canal Grande in Venedig zu errichten, so wie auch die Augustusbrücke das Vorbild der Rialtobrücke und die Frauenkirche das Vorbild der Kirche Santa Maria della Salute aufnehmen.

Das fünfachsige und fünfgeschossige Haus wird wie folgt beschrieben: 

„Bei dem venezianischen Privatpalast hat die Fassade eine feststehende Anordnung. Dieselben sind in drei Abteilungen geteilt, von denen die mittlere durch die durchbrochenen Säulenlogen erfüllt sind. Entsprechend zu jedem der Seitenteile sind dann zwei auseinandergerückte Fenster angebracht. Die Ecken der Fassaden sind durch dünne, tauartig gewundene Säulen bezeichnet.“

Am hochwassergefährdeten, ehemaligen Standort des Gebäudes befinden sich heute eine Grünfläche und ein Busparkplatz.